# Adolf Hoffmann (Bauforscher)
Adolf Hoffmann (* 20. April 1941 in Danzig) ist ein deutscher Bauforscher.
Adolf Hoffmann studierte von 1962 bis 1970 Architektur an der Technischen Universität Berlin und an der Universität Karlsruhe, die Diplom-Hauptprüfung legte er bei Egon Eiermann ab. Nach Ablegung der zweiten Staatsprüfung in Stuttgart 1975 wurde er zum Regierungsbaumeister (Assessor in der öffentlichen Bauverwaltung) ernannt. Im selben Jahr wurde er an der Universität Karlsruhe bei Wulf Schirmer mit der von Friedrich Rakob betreuten Dissertation Das „Stadion“ in der Villa Hadriana bei Tivoli promoviert. 
Von 1975 bis 1981 war er wissenschaftlicher Assistent von Wulf Schirmer am Institut für Baugeschichte in Karlsruhe und führte in dieser Zeit die Forschungsarbeiten von Arnold Tschira und Friedrich Rakob in der Casa del Fauno in Pompeji fort. Von 1981 bis 1986 war er Referent für Architektur an der Abteilung Istanbul des Deutschen Archäologischen Instituts (DAI) und an den Forschungsprojekten des Instituts in Pergamon und Aizanoi/Çavdarhisar beteiligt. Von 1985 bis 1990 hatte er die Grabungsleitung in Aizanoi inne.
1985 habilitierte er sich an der Universität Karlsruhe mit einer Arbeit zum Thema Die Casa del Fauno in Pompeji und wurde Privatdozent. Ab 1987 war er wissenschaftlicher Angestellter des DAI und leitete zunächst die Grabungen in Gadara (Umm Qais), Jordanien. 1988 wurde er Leiter des Architekturreferats bei der Zentrale des DAI und 1989 wissenschaftlicher Direktor bei der Zentrale des DAI in Berlin.
1992 wurde Hoffmann zum außerplanmäßigen Professor an der Universität Karlsruhe ernannt und 1993 auf den Lehrstuhl für Baugeschichte an der Fakultät für Architektur und Bauingenieurwesen an der Brandenburgischen Technischen Universität (BTU) in Cottbus berufen. 1994 folgte die Ernennung zum Universitätsprofessor (C 4) in Cottbus (bis 2001, ab dann Honorarprofessor). Von 1998 bis 2002 war er Leiter des Forschungsprojekts zur „Domus Severiana“ auf dem Palatin in Rom.
2001 wurde er zum Ersten Direktor der Abteilung Istanbul des DAI ernannt. Im selben Jahr wurde ihm der Max-Planck-Forschungspreis für internationale Kooperation verliehen. In den folgenden Jahren bis zu seiner Pensionierung 2006 leitete er Forschungsprojekte zur Rizq-Moschee in Hasankeyf, zur Roten Halle / Kızıl Avlu in Pergamon, zur hellenistischen Burg auf dem Karasis bei Kozan (Provinz Adana) und zum Şeker Hane Köşkü in Selinus / Gazipaşa bei Alanya, dem vermuteten Kenotaph für Kaiser Traian.
Hoffmann ist Ordentliches Mitglied des DAI und Ehrenmitglied der Koldewey-Gesellschaft, deren erster Vorsitzender er von 1994 bis 2000 war.

## Schriften (Auswahl)
- Das Gartenstadion in der Villa Hadriana (= Deutsches Archäologisches Institut Rom, Sonderschriften 4.) Philipp von Zabern, Mainz 1980, ISBN 3-8053-0345-9 (zugleich Dissertation, Technische Hochschule Karlsruhe, 1975)
- Ein hellenistisches Heiligtum in Gadara. In: Topoi – Orient-Occident, ISSN 1161-9473, Band 9 (1999), S. 795–831.
- Die Stadtmauern der hellenistisch-römischen Dekapolisstadt Gadara. Zusammenfassender Bericht über die seit 1991 durchgeführten Ausgrabungen und Untersuchungen. (unter Mitwirkung von Claudia Bührig) In: Archäologischer Anzeiger Jahrgang 2000, S. 175–233.
- mit Susanne Kerner (Hrsg.): Gadara – Gerasa und die Dekapolis. Philipp von Zabern, Mainz 2002, ISBN 3-8053-2687-4.
- mit Ulrike Wulf (Hrsg.): Die Kaiserpaläste auf dem Palatin in Rom. Das Zentrum der römischen Welt und seine Bauten. Philipp von Zabern, Mainz 2004, ISBN 3-8053-3325-0.
- mit Mustafa H. Sayar u. a.: Vorbericht zu den in den Jahren 2003 bis 2005 auf dem Berg Karasis (bei Kozan / Adana) und in seiner Umgebung durchgeführten Untersuchungen. In: Istanbuler Mitteilungen, ISSN 0341-9142, Band 57 (2007), S. 365–468.
- mit Andrea Faber: Die Casa del Fauno in Pompeji (VI 12). Band 1: Die strategischen Befunde und Funde der Ausgrabungen in den Jahren 1961 bis 1963. (= Archäologische Forschungen, Band 25).  Reichert, Wiesbaden 2009, ISBN 978-3-89500-650-0.
- Das Asklepieion. Band 5: Die Platzhallen und die zugehörigen Annexbauten in römischer Zeit. (= Altertümer von Pergamon, Band 11, 5) (unter Verwendung der Vorarbeiten von Harald Hanson und Willy Zschietzschmann, mit einem Beitrag von Gioia de Luca zu den Skulpturen aus dem Theater). de Gruyter, Berlin u. a. 2011, ISBN 978-3-11-018347-4.